# Maeda Masao
Maeda Masao (japanisch 前田 政雄, * 4. Dezember 1904 in Hakodate; † 27. März 1974) war ein japanischer Maler und Holzschnittkünstler der Sōsaku-Hanga-Bewegung, der in der Taishō- und Shōwa-Zeit aktiv war. Seine Werke, insbesondere Landschaftsdrucke und Bergdarstellungen, zeichnen sich durch kräftige Linien und eine allmählich zunehmende Farbintensität aus.

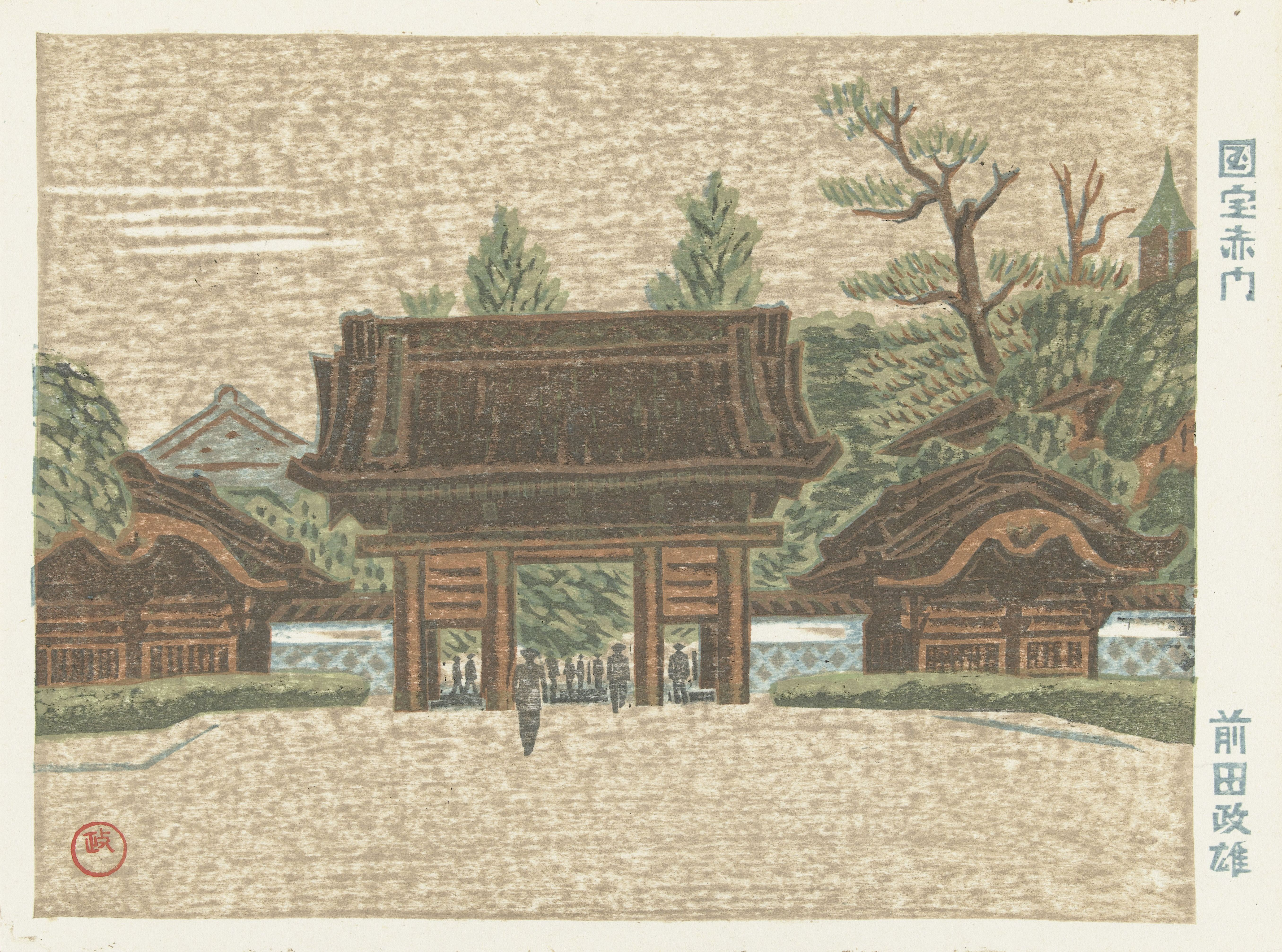
„Rückblick auf das alte Tōkyō – Der Nationale Kulturschatz: Das Rote Tor“ (東京回顧図絵 国宝赤門, Tōkyō kaiko zue, Kokuhō Akamon), 1945

## Leben
Maeda wurde 1904 in Hakodate auf der Insel Hokkaidō geboren. Schon als Schüler entschied er sich, Künstler zu werden. 1925 zog er nach Tōkyō und trat in die Kawabata-Malschule ein, wo er zunächst westliche Malerei (Yōga) unter Umehara Ryūzaburō studierte. Erste Ausstellungen erfolgten in der Kokuga-kai (国画会).
1923 begegnete er Hiratsuka Un’ichi, einem der führenden Köpfe der Sōsaku-Hanga-Bewegung. Unter dessen Anleitung erlernte er die Technik des Holzschnitts und gehörte bald mit Shimozawa Hatchirō und Azechi Umetarō zu den „drei Raben aus dem Hause Hiratsuka“. In den 1930er Jahren gehörte Maeda der Künstlergruppe „Yoyogi“ an, die sich regelmäßig in Hiratsukas Haus traf.
Im Jahr 1936 veröffentlichte Maeda das Werk Edo no Mon Hanga-shū („Holzschnitte der Tore von Edo“) aus Sorge über den Verlust historischer Stadtbilder durch Katastrophen und Modernisierung. Die Serie wurde über drei Jahre hinweg produziert. Maeda wurde auch durch Ausstellungen wie jene im Sapporoer Kaufhaus Imai (1936) bekannt. Für seine Werke erhielt er mehrere Auszeichnungen.
Ab den 1940er Jahren wandte sich Maeda ausschließlich dem Holzschnitt zu. Er wurde Mitglied der Künstlergruppe Ichimoku-kai („Gesellschaft des ersten Donnerstags“), die von Onchi Kōshirō geleitet wurde. Er beteiligte sich an bedeutenden Publikationen wie One Hundred New Views of Japan (1940), Kitsutsuki Hanga-shū (1942–43), Ichimokushū (Nr. 3–6, 1947–50), Tokyo Kaiko Zue („Szenen des verschwundenen Tokio“, 1945) und Nihon Minzoku Zufu („Illustrationen japanischer Volksbräuche“, 1946).
Er war regelmäßiges Mitglied im Künstlerkreis Ichimoku-kai und stellte zudem in der Sekkōsha (Hakodate), der Dōten und später bei der Zendanten aus. Nach einer Phase, in der seine Arbeiten von klaren Linien geprägt waren, entwickelten sie zunehmend Gewicht und Tiefe in der Darstellung von Gebirgslandschaften.
Maeda war bekannt für seine Bescheidenheit, Warmherzigkeit und seine gewissenhafte Arbeit, auch in organisatorischen Aufgaben der Kokuga-kai. Persönliche Freundschaft verband ihn u. a. mit Azechi Umetarō.
1972 erlitt er eine Subarachnoidalblutung, die ihn halbseitig lähmte. Er starb zwei Jahre später, am 27. März 1974, im Alter von 70 Jahren.

## Werkverzeichnis (Auswahl)
- Niōmon (仁王門) – Farbholzschnitt aus der Serie Edo no Mon Hanga-shū (1936–1939)
- Tairyō-ami (大漁網) – Sammlung Hokkaidō Museum of Modern Art
- Yarigatake (槍ヶ岳) – Berglandschaft, Farbholzschnitt
- Sanrei (山麗) – „Am Fuße des Berges“, Hokkaidō Museum of Modern Art
- Gyoson (漁村) – Entstanden auf einer Studienreise zu den Ogasawara-Inseln, heute im Besitz der Nationalmuseum für moderne Kunst  Tōkyō

## Zitat
„Ich glaube, dass Holzschnitte gut zum Wesen des Japaners passen. Die Materialien – Holz, Papier, selbst der mit Bambus bezogene Baren – stehen unserem Leben nahe. Ich denke zwar manchmal darüber nach, mich an Radierungen oder Lithografien zu versuchen, aber ich komme nie dazu. Auch wenn ich Onchis Ideen, alle möglichen ungewöhnlichen Materialien zu verwenden, schätze – vom Holz kann ich mich einfach nicht lösen.“